# Amphoe Aranya Prathet
Amphoe Aranya Prathet is een district in de provincie Sa Kaew in het oosten van Thailand. De hoofdstad is Aranya Prathet.
Dit district grenst aan Cambodja en is in de jaren 70 en 80 van de 20e eeuw veel gebruikt voor opvangkampen van Cambodjaanse vluchtelingen. Het district is vooral bekend vanwege de Talaat Rong Kleua, een markt die op enkele meters van de grens met Cambodja ligt en waar veel producten uit Cambodja en Vietnam te koop zijn. Ook werd / wordt deze markt gebruikt voor illegale handel met de oorlogvoerende partijen in Cambodja.
Bij Thais is deze grensovergang populair omdat in het niemandsland tussen Thailand en Cambodja zeven casino's gebouwd zijn (een achtste is in aanbouw) door Thaise zakenmensen. Gokken is illegaal in Thailand, maar niettemin een populair tijdverdrijf voor het grootste deel van de bevolking. De regering probeert mensen ervan te weerhouden om miljarden Thaise Bahts de grens over te brengen, maar mede door corruptie is dit tevergeefs.
Ook is deze grensovergang bij de Westerse expatriates zeer populair. Zij komen hier om hun visa te verlengen (dit is de goedkoopste optie om Thailand in en uit te gaan) en 5 minuten in Cambodja te spenderen. Tevens eindigt de spoorlijn naar Bangkok hier op 20 meter van de grens (de rest is sinds het regime van de Rode Khmer afgebroken). Ooit liep de spoorlijn hier de grens over en kon men rechtstreeks met de trein naar Phnom Penh in Cambodja.

## Bestuurlijke indeling
Amphoe Aranya Prathet is ingedeeld in 13 gemeenten (tambon).

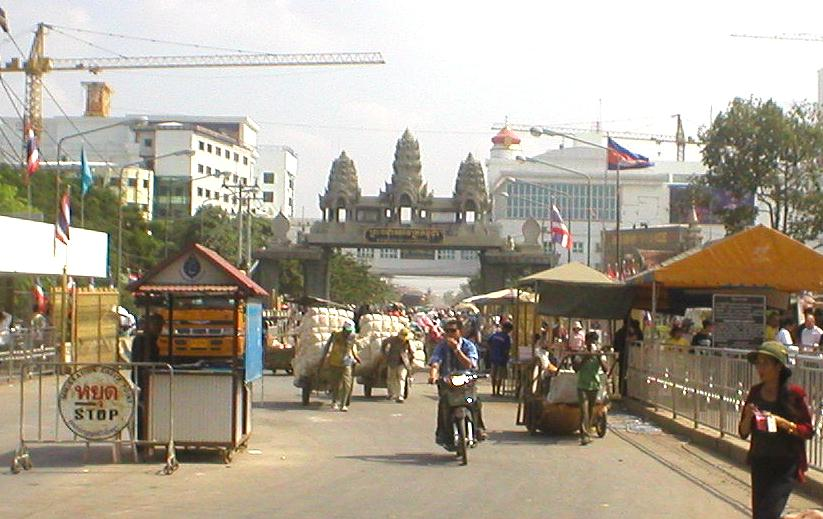
Grensovergang
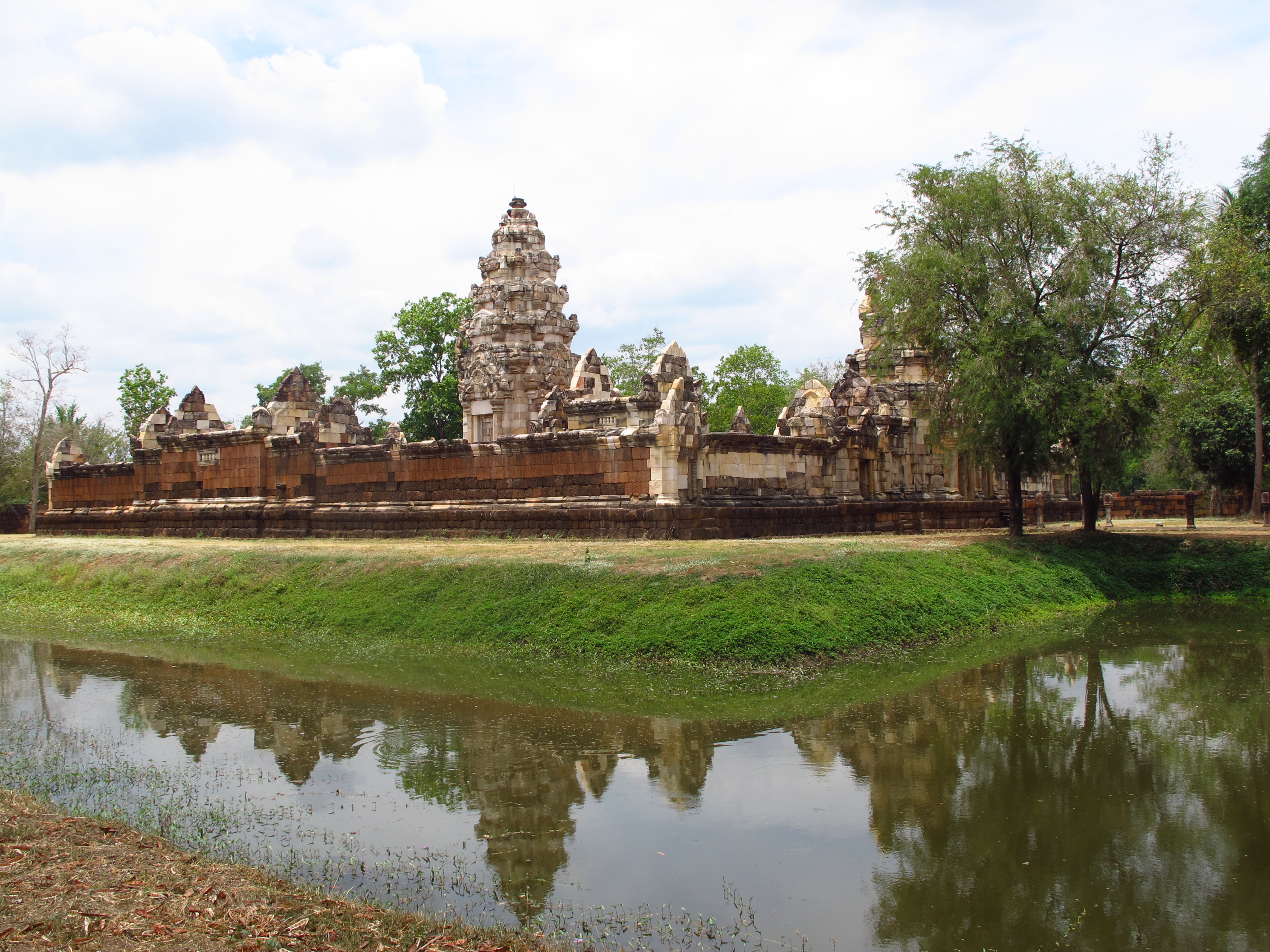
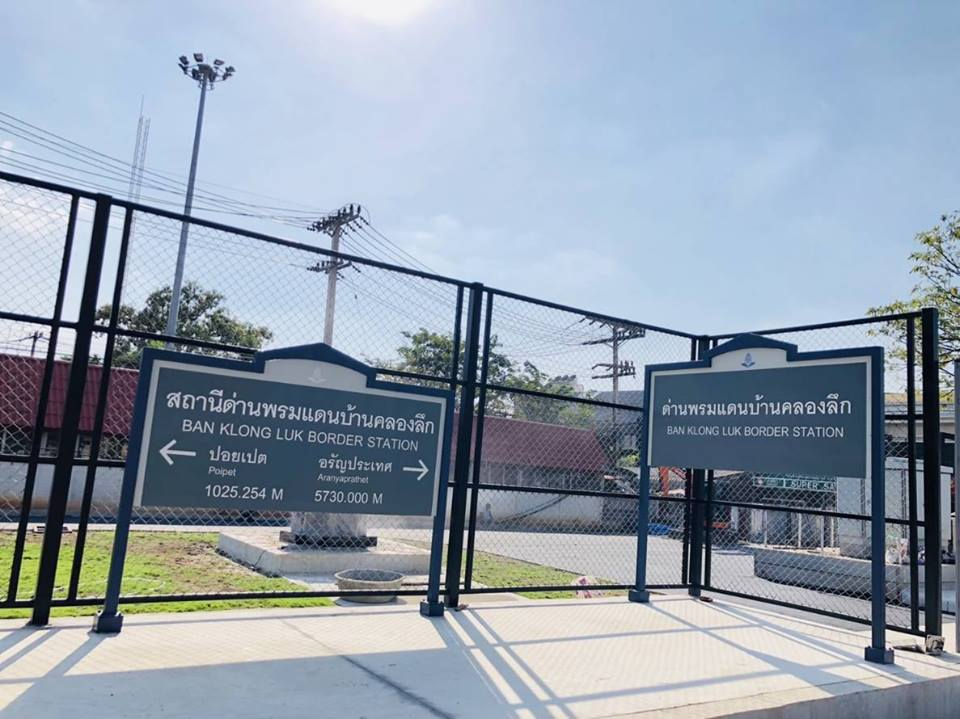
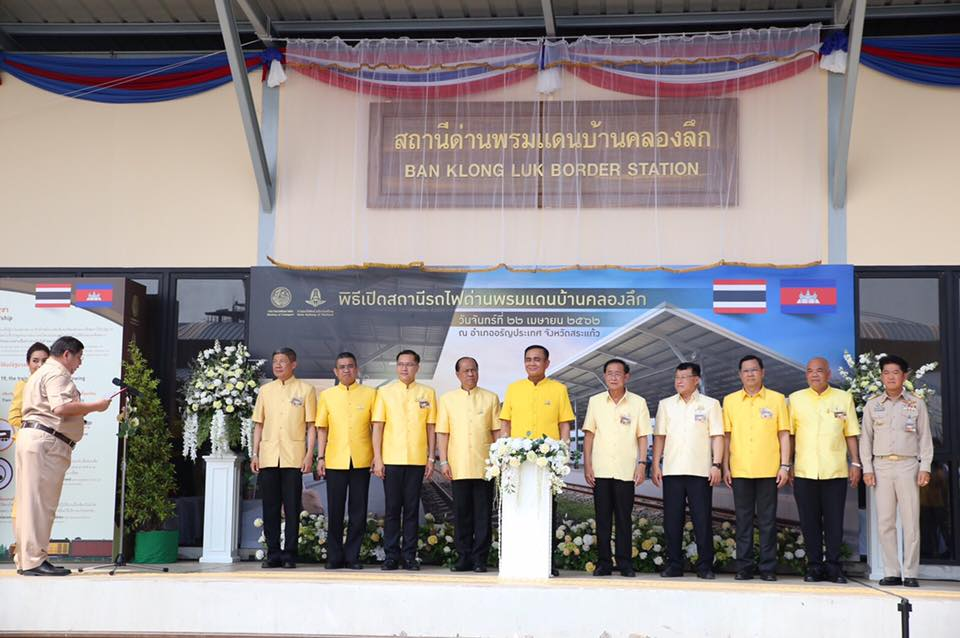

| No. | Naam             | Naam (Thai)   | Dorpen |
| --- | ---------------- | ------------- | ------ |
| 1.  | Aranyaprathet    | อรัญประเทศ     | -      |
| 2.  | Mueang Phai      | เมืองไผ่        | 7      |
| 3.  | Han Sai          | หันทราย        | 10     |
| 4.  | Khlong Nam Sai   | คลองน้ำใส      | 12     |
| 5.  | Tha Kham         | ท่าข้าม         | 11     |
| 6.  | Pa Rai           | ป่าไร่          | 9      |
| 7.  | Thap Phrik       | ทับพริก         | 7      |
| 8.  | Ban Mai Nong Sai | บ้านใหม่หนองไทร | 7      |
| 9.  | Phan Suek        | ผ่านศึก         | 13     |
| 10. | Nong Sang        | หนองสังข์       | 8      |
| 11. | Khlong Thap Chan | คลองทับจันทร์    | 10     |
| 12. | Fak Huai         | ฟากห้วย        | 10     |
| 13. | Ban Dan          | บ้านด่าน        | 7      |

- Grensovergang